# Imane Saoud
Imane Saoud (en arabe : إيمان سعود), née le 6 juin 2002 à Casablanca au Maroc, est une footballeuse internationale marocaine qui joue au poste d'ailière au FC Nantes.
Elle fait partie de la première sélection marocaine à s'être qualifiée à une Coupe du monde.

## Biographie

### Carrière en club
Pour ce qui est de son parcours en senior, Imane Saoud joue pour le FC Vendenheim jusqu'en 2020 avant de changer de pays pour la Suisse et évoluer d'abord au FC Bâle puis au Servette Chênois.

#### Avec Vendenheim (2017-2020)
Imane Saoud débarque à Vendenheim en juillet 2017.
Après avoir disputé une première saison avec les moins de 19 ans, elle intègre le groupe de l'équipe première la saison suivante (2018-2019).
Le 2 septembre 2018, elle fait sa première apparition en D2 féminine, à l'âge de 16 ans, en entrant en jeu contre Toulouse FC à l'occasion de la 1re journée de championnat.
Elle inscrit son premier but en D2, le 24 février 2019 sur le terrain de Montauban.
Le 15 septembre 2019 elle contribue à la victoire de Vendenheim contre le Racing de Saint-Denis (2-0) en ouvrant le score de la rencontre.
Elle inscrit l'unique but de la rencontre face à Thonon Évian le 3 novembre 2019 à l'occasion de la 8e journée de D2. C'est son dernier but sous les couleurs du club alsacien puisque la saison est arrêtée en raison de la Pandémie de Covid-19.
Au total avec l'équipe senior de Vendenheim, Imane Saoud compte 38 matchs joués (35 titularisations) pour trois buts marqués.

#### Avec le FC Bâle (2020-2022)
Durant les deux saisons passées chez le club bâlois, elle dispute 44 matchs et inscrit 10 buts,,.
Elle annonce le 25 juin 2022, via ses réseaux sociaux qu'elle quitte le FC Bâle mais reste en Suisse en signant au Servette Chênois le 2 août 2022. Elle rejoint ainsi sa coéquipière en sélection, Élodie Nakkach.

#### Avec le Servette Chênois (2022-2025)
Elle marque son premier but lors de son premier match avec les Servettiennes en amical le 3 août 2022 contre l'Olympique lyonnais.
Le 18 août 2022, elle dispute son premier match officiel dans le cadre du tour préliminaire de la Ligue des champions en entrant en jeu à la 56e face au Paris FC.
Quelques jours plus tard le 21 août 2022, elle est titularisée pour la première fois par Eric Sévérac à l'occasion du match de la 3e place du premier tour préliminaire de la Ligue des champions, face au Glasgow City. Elle dispute par ailleurs l'intégralité de la rencontre.
Lors de son premier match en championnat le 27 août 2022, elle délivre deux passes décisives contre Yverdon Sport.
Le 1er octobre 2022, elle réalise une passe décisive pour sa coéquipière Maéva Clemaron contre FC Bâle, son ancien club, à l'occasion de la 5e journée de championnat.
Elle inscrit son premier but en championnat avec les Grenats le 5 novembre 2022 en ouvrant le score contre Young Boys dans le cadre de la 8e journée. Servette s'impose à la maison sur le score de 3-0 signant ainsi sa 8e victoire en 8 matchs jouées.
Le 4 mars 2023, elle ne marque pas mais provoque un pénalty à Rapperswil-Jona. Les Servettiennes l'emportent sur le terrain de ce dernier (4-0).
Imane Saoud est impliquée sur trois buts le 18 mars 2023 face à son ancien club, le FC
Bâle. Elle inscrit un doublé de la tête et délivre une passe décisive contribuant à la victoire de son équipe (5-2).
Le 29 mars 2023 elle et son équipe parviennent à se hisser en finale de la Coupe de Suisse en éliminant le FC Zurich, tenant du titre, sur le score de 3 buts à 0.
Lors de la dernière journée de la saison régulière le 22 avril 2023, elle réalise deux passes décisives contre le FC Aarau (victoire de Servette, 6-1).
Après avoir terminé premières de la phase régulière du championnat en étant invaincues (16 victoires et 2 nuls), Servette et Imane Saoud remportent la Coupe de Suisse en s'imposant en finale le 29 avril 2023 sur le FC Saint-Gall sur le score de 1-0. La Marocaine dispute les dix dernières minutes de la finale. Il s'agit du premier titre de Coupe nationale pour le club genevois mais également le premier titre en club pour la Marocaine.
Elle se distingue le 6 mai 2023 lors de la victoire (4-0) contre le FC Aarau comptant pour les quarts de finale aller des play-offs. Impliquée sur trois buts, elle réalise deux décisives et s'offre un but.
Imane Saoud s'illustre le 13 mai 2023 en réalisant deux passes décisives face à Aarau en match comptant pour les quarts de finale retour des play-offs. Servette remporte le match facilement (8-1).
Mais comme la saison précédente, Servette s'incline en finale des play-offs face au FC Zurich. Imane Saoud et ses coéquipières perdent la rencontre sur le score de 3-0. Les Servettiennes, jusqu'ici invaincues, connaissent donc leur première défaite de la saison en championnat lors de ladite finale, disputée à Saint-Gall.
À l'issue de la saison 2022-2023, Imane Saoud aura disputé un total de 25 matchs toutes compétitions confondues. Titularisée 17 fois par Éric Sévérac, elle marque 4 buts et réalise 10 passes décisives.
Imane Saoud poursuit son aventure avec Servette en étant aligné titulaire lors de la 1re journée de championnat face au FC Lucerne. Match qu'elle joue dans son intégralité et qui se termine sur un nul 1-1. La journée suivante, elle inscrit son premier but de la saison face FC Aarau et délivre une passe décisive sur corner dans une rencontre qui voit Servette s'imposer sur le score de 3 buts à 0. Elle récidive la journée qui suit en étant impliquée sur deux buts (buteuse et passeuse) contre Rapperswil-Jona. La journée suivante, elle délivre une passe décisive pour Cassandra Korhonen qui contribue au succès 3-1 à domicile contre Grasshopper Zurich. Quelques jours plus tard, le 4 octobre 2023, elle marque sur un corner direct contre les Young Boys.
Le 14 octobre 2023 Servette s'impose largement face à Lausanne en seizième de finale de la Coupe de Suisse sur le score de 9-0. Imane est impliquée sur trois buts (1 but et deux passes décisives). Le week-end suivant elle inscrit un but sur pénalty sur le terrain du FC Bâle. Elle délivre une passe décisive pour Maria Therese Simonsson le 4 novembre 2023 contre Thoune dans un match qui se termine sur un succès des Servettiennes (3-1).
Elle offre deux passes décisives le 18 novembre 2023 contre FC Zurich concurrent direct et prétendant au titre. Son équipe s'impose chez ce dernier et reprend la tête du classement. La journée qui suit, elle délivre une passe décisive pour Paula Serrano qui permet à Servette d'inscrire le but égalisateur dans le temps additionnel et de ne pas perdre à Lucerne (match nul, 1-1).
Le 9 décembre 2023 elle inscrit son 10e but officiel sous les couleurs de Servette en convertissant un pénalty face au FC Aarau dans une rencontre qui se finit par une victoire des Grenat, 3-0.
Elle marque son 7e but de la saison en championnat le 16 mars 2024 contre St-Gall dans un match qui se termine sur une victoire des Servettiennes (4-2). Saoud contribue à la victoire de son équipe face au FC Thoune (5-0) le 30 mars 2024 en marquant un des buts de la rencontre, son 20e en Super League.
Vient alors le 20 avril 2024, jour de la finale de la Coupe de Suisse qui voit opposer Servette au Young Boys. Après un score de 2-2 à la pause, les Servettiennes remportent le trophée pour la deuxième fois consécutive grâce à un but de Rimante Jonusaite à la 68e minute. Titularisée, Imane Saoud dispute 77 minutes de cette finale organisée au Stade du Letzigrund à Zurich,.
Elle délivre sa huitième passe décisive de la saison en championnat le 12 mai 2024 contre Young Boys en demi-finale aller des play-offs (victoire, 0-4).
Vient alors le jour de la finale des play-offs le 26 mai 2024 contre le FC Zurich au Stockhorn Arena de Thoune. Après avoir échoué en 2022 et en 2023 contre cette même équipe zurichoise, Servette finit par remporter son 2e titre de Super League en s'imposant sur le score de 3 buts à 1. Saoud cette finale en tant que titulaire.

#### Servette: 3ème saison (2024-2025)
Imane Saoud prolonge avec le Servette Chênois. Elle dispute son premier match officiel de la saison en étant titularisée par José Barcala face au FC Saint-Gall dans le cadre de la première journée de championnat qui se solde par une défaite de Servette (1-0). Titulaire à nouveau la journée qui suit contre le Rapperswil-Jona, elle subit un tacle par une joueuse de l'équipe adverse et est contrainte de sortir sur blessure à la demi-heure de jeu.
Elle inscrit son premier but de la saison le 21 septembre 2024 en déplacement chez le FC Lucerne où Servette s'impose sur le score de 2 buts à 0. Quelques jours plus tard à Genève, elle inscrit un but face à l'AS Rome dans le cadre du match retour comptant pour les barrages de la Ligue des champions dans une rencontre qui voit Servette s'incliner lourdement sur le score de 7 à 2 (Défaite 10-3 sur l'ensemble des deux rencontres). Elle marque son deuxième but de la saison en championnat le 16 novembre 2024 face au FC Rapperswil-Jona dans un match qui se termine sur une victoire servettienne sur le socre de 5-0.
Le 23 novembre 2024, Servette s'impose sur le terrain des Young Boys avec un score de 4 buts à 0. Imane Saoud est impliquée sur deux buts dans cette rencontre avec une passe décisive sur corner et un but.
Les Servettiennes atteignent la demi-finale de la Coupe de Suisse mais se font éliminées par le FC Bâle aux pénalties (6-5, 1-1 après prolongations). Imane Saoud qui dispute les 120 minutes, participe à la séance des tirs au but et convertit son pénalty. Servette termine troisième de la saison régulière avec 38 points. Toutefois, il ne réussit pas à conserver son titre, étant éliminé en quart-de-finale des play-offs par Grasshopper Zurich après séance de tirs au but.
À l'issue cet exercice 2024-2025, Imane Saoud aura pris part en championnat à 19 rencontres (16 fois titulaire) pour 6 buts marqués et 3 passes décisives. Ses performances lui permettent d'être désignée dans l'équipe-type de la saison.

### Retour en France avec le FC Nantes (depuis 2025)
Le 10 juin 2025, le FC Nantes annonce la signature d'Imane Saoud qui s'engage avec le club pour un an.

### Carrière internationale
Imane Saoud joue avec les équipes de France de jeunes avant d'opter pour la sélection marocaine. Elle participe aux éliminatoires de l'Euro des moins de 17 ans 2019.
En février 2021, elle reçoit une première convocation en équipe du Maroc pour un stage au Centre Mohammed VI.
Imane Saoud fait ses débuts avec l'équipe du Maroc le 10 juin 2021, lors d'une victoire 3-0 en amical à Rabat contre le Mali. Lors de cette rencontre, elle inscrit son premier but international.

#### Coupe d'Afrique des nations 2022 et parcours historique du Maroc
Après avoir disputé une série de matchs amicaux de préparation contre différentes sélections africaines, Imane Saoud fait partie des 26 joueuses sélectionnées par Reynald Pedros qui prennent part à la CAN 2022 au Maroc durant laquelle la sélection marocaine réalise un parcours inédit, puisque le Maroc réussit à franchir le premier tour d'une CAN et à atteindre la finale.

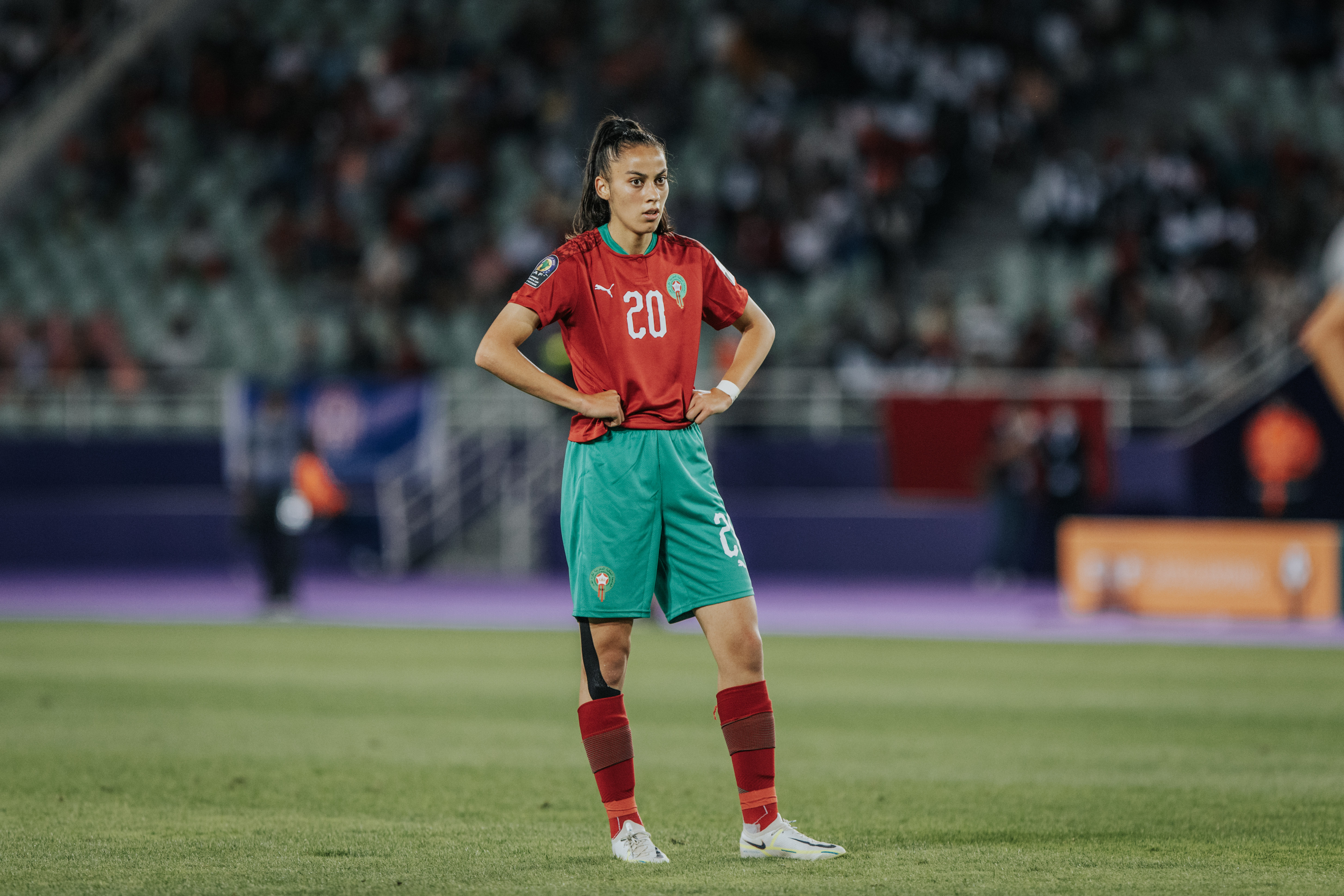
Imane Saoud à la CAN 2022

Par ailleurs, c'est durant cette édition que l'équipe du Maroc se qualifie à la Coupe du monde féminine de football en s'imposant face au Botswana en quarts de finale.
Titulaire à deux reprises, elle dispute les trois matchs de la phase de poule ainsi que la finale perdue contre l'Afrique du Sud (2-1).

#### Coupe du monde 2023: Saoud non sélectionnée
Dans le cadre des préparations à la Coupe du monde 2023, Saoud est sélectionnée par Reynald Pedros pour prendre part à un stage à Cadix (Espagne) au mois d'octobre 2022 durant lequel le Maroc affronte les équipes de la Pologne et du Canada. Elle entre en jeu dans chacune des deux rencontres amicales perdues par le Maroc (4-0).
Elle est sélectionnée en avril 2023 pour prendre part à deux matchs amicaux internationaux contre la Tchéquie et la Roumanie respectivement le 6 avril 2023 à Prague et le 11 avril 2023 à Bucarest. Elle est titularisée lors des deux rencontres.
Le sélectionneur annonce le 19 juin 2023 une première liste de 28 joueuses pour prendre part à un stage en Autriche du 20 juin au 9 juillet ainsi qu'aux matchs amicaux (contre l'Italie le 1er juillet, la Suisse et la Jamaïque les 5 et 16 du même mois). Imane Saoud figure dans cette pré-liste et participe aux deux matchs amicaux face à l'Italie et la Suisse.
Toutefois, elle n'est pas sélectionnée dans la liste finale des 23 joueuses retenues pour disputer le Mondial en Australie.

#### JO 2024: Echec au dernier tour des qualifications
Dans le cadre des préparations aux qualifications des Jeux olympiques 2024, le Maroc reçoit la Zambie les 22 et 26 septembre 2023 pour une double confrontation amicale. Les Marocaines s'inclinent lors des deux rencontres. La première à Casablanca sur le score 2-0 et la deuxième à Rabat sur un lourd score de 6 à 2. Imane Saoud retrouve donc la sélection après ne pas avoir été sélectionnée pour disputer la Coupe du monde 2023. Elle participe aux deux rencontres. La première en entrant en jeu à la place de Fatima Tagnaout et la deuxième en tant que titulaire.
Exemptée du premier tour, la sélection affronte la Namibie lors du 2ème tour des qualifications des JO 2024. La Namibie étant dans l'incapacité de recevoir, les deux matchs se jouent au Maroc. Les Marocaines s'imposent lors des deux manches. La première à Marrakech le 26 octobre 2023 sur le score de 2-0, et la deuxième à Rabat avec le même score. Imane Saoud dispute les deux rencontres dans leur intégralité et inscrit le but de l'ouverture du score au match retour.
Début décembre, la sélection affronte l'Ouganda en deux matchs amicaux. Si le Maroc se fait accrocher lors de la première manche (1-1), il remporte la deuxième manche le 5 décembre 2023 à Rabat sur le score de 3 buts à 0. Imane Saoud est impliquée sur deux des trois buts marocains avec un but et une passe décisive pour Ghizlane Chebbak.
La sélection affronte la Tunisie lors du 3e tour des qualifications aux JO 2024, les 23 et 28 février 2024 respectivement à Soliman et Rabat. Le Maroc se qualifie en remportant les deux manches, 2-1 en Tunisie et 4-1 au Maroc. Saoud qui prend part aux rencontres en tant que titulaire, délivre trois passes décisives à Ibtissam Jraidi lors de la manche retour.
Les Marocaines sont donc opposées aux Zambiennes lors du 4e et dernier tour des qualifications. Si elle est parvenue à s'imposer en Zambie lors du match aller le 5 avril 2024 sur le score de 2 buts à 1, la sélection marocaine ne parvient pas à se qualifier pour la phase finale des Jeux à la suite de sa défaite 2 à 0 au match retour à Rabat le 9 avril 2024 après prolongations. Imane Saoud est titularisée par Jorge Vilda lors des deux rencontres et manque une occasion de marquer lors du match aller sur une contre-attaque en de fin match,.

#### Coupe d'Afrique 2024: Nouvel échec en finale
Imane Saoud est sélectionnée par Jorge Vilda pour une double confrontation amicale face à la RD Congo les 30 mai et 3 juin 2024 à Berkane. Le Maroc remporte les deux rencontres. La première sur le score de 2 buts à 1 et la deuxième, 3 buts à 2. Saoud dispute les deux matchs en tant que titulaire.
Elle est convoquée pour disputer deux matchs amicaux contre la Tanzanie et le Sénégal respectivement les 25 et 29 octobre 2024 au Stade Père-Jégo. Les Marocaines remportent les deux rencontres avec un score de 4-1 face aux Tanzaniennes et une large victoire face aux Sénégalaises, 7-0. Imane Saoud délivre une passe décisive à Kenza Chapelle et entre en jeu à la mi-temps face au Sénégal,.
Toujours dans le cadre des préparations à la CAN, elle est convoquée par Jorge Vilda pour disputer deux matchs amicaux internationaux, face au Ghana et Haïti respectivement les 21 et 25 février 2025 à Casablanca. Les Marocaines s'imposent face aux Ghanéennes (1-0) et font match nul contre les Haïtiennes (1-1). Imane Saoud débute titulaire face au Ghana,.
Après une série de stages et matchs amicaux, la FRMF annonce le 24 juin 2025 la liste finale pour la CAN 2024. Imane Saoud fait partie des joueuses retenues par Jorge Vilda. Le Maroc qui atteint la finale pour la deuxième fois consécutive, ne parvient pas à remporter le titre. Durant cette édition, les Marocaines terminent première de leur groupe après un nul face aux Zambiennes (2-2), une victoire face aux Congolaises (4-2) et un succès face aux Sénégalaises (1-0). En quart de finale, le Maroc élimine le Mali (3-1) puis s'impose en demi-finale aux tirs au but face Ghana (4-2, 1-1 après prolongations). Les joueuses de Jorge Vilda s'inclinent en finale face au Nigeria (3-2) après avoir mené au score (2-0) jusqu'à l'heure de jeu. En concurrence avec Sakina Ouzraoui Diki, Imane Saoud n'est pas titularisée par Jorge Vilda durant ce tournoi. Cependant, elle entre en jeu lors de chaque match et délivre une passe décisive pour Chapelle en quart de finale.

## Statistiques

### En club
| Saison                | Club                  | Championnat           | Championnat | Championnat | Championnat | Coupe(s) nationale(s) | Coupe(s) nationale(s) | Coupe(s) nationale(s) | Compétition(s) continentale(s) | Compétition(s) continentale(s) | Compétition(s) continentale(s) | Compétition(s) continentale(s) | Total | Total | Total |
| Saison                | Club                  | Division              | M.          | B.          | P.d.        | M.                    | B.                    | P.d.                  | Comp.                          | M.                             | B.                             | P.d.                           | M.    | B.    | P.d.  |
| 2018-2019             | FC Vendenheim         | Division 2            | 20          | 1           | -           | 1                     | 0                     | -                     | -                              | -                              | -                              | -                              | 21    | 1     | 0     |
| 2019-2020             | FC Vendenheim         | Division 2            | 15          | 2           | -           | 2                     | 0                     | -                     | -                              | -                              | -                              | -                              | 17    | 2     | 0     |
| Sous-total            | Sous-total            | Sous-total            | 35          | 3           | -           | 3                     | 0                     | -                     | -                              | -                              | -                              | -                              | 38    | 3     | 0     |
| 2020-2021             | FC Bâle               | Super League          | 24          | 3           | 3           | 4                     | 2                     | 0                     | -                              | -                              | -                              | -                              | 28    | 5     | 3     |
| 2021-2022             | FC Bâle               | Super League          | 14          | 5           | 0           | 2                     | 0                     | 0                     | -                              | -                              | -                              | -                              | 16    | 5     | 0     |
| Sous-total            | Sous-total            | Sous-total            | 38          | 8           | 3           | 6                     | 2                     | 0                     | -                              | -                              | -                              | -                              | 44    | 10    | 3     |
| 2022-2023             | Servette              | Super League          | 19          | 4           | 10          | 4                     | 0                     | 0                     | LDC                            | 2                              | 0                              | 0                              | 25    | 4     | 10    |
| 2023-2024             | Servette              | Super League          | 22          | 8           | 7           | 5                     | 1                     | 2                     | -                              | -                              | -                              | -                              | 27    | 9     | 9     |
| 2024-2025             | Servette              | Super League          | 19          | 6           | 3           | 4                     | 1                     | 2                     | LDC                            | 4                              | 1                              | 0                              | 27    | 8     | 5     |
| Sous-total            | Sous-total            | Sous-total            | 60          | 18          | 20          | 13                    | 2                     | 4                     | -                              | 6                              | 1                              | 0                              | 79    | 21    | 24    |
| 2025-2026             | FC Nantes             | Première Ligue        | 0           | 0           | 0           | 0                     | 0                     | 0                     | -                              | -                              | -                              | -                              | 0     | 0     | 0     |
| Total sur la carrière | Total sur la carrière | Total sur la carrière | 133         | 29          | -           | 22                    | 4                     | -                     | -                              | 6                              | 1                              | 0                              | 161   | 34    | 0     |

## Palmarès

### En club
Servette Chênois (3 titres)
- Championnat de Suisse (1)
  - Championne : 2024
  - Vice-championne : 2023
- Coupe de Suisse (2)
  - Vainqueur : 2023 et 2024

### En sélection
Équipe du Maroc
- Coupe d'Afrique des nations
  -  Finaliste : 2022 et 2024
- Tournoi international de Malte :
  - Vainqueur (en) : 2022

### Distinctions individuelles
- Dans le onze-type de la Super League : 2024-25

## Divers
Imane Saoud est sponsorisée par Adidas et participe en juillet 2023 à une campagne publicitaire de la marque aux côtés d'Élodie Nakkach et Azzedine Ounahi à l'occasion de la Coupe du monde féminine 2023,.